# 滝宮郵便局
滝宮郵便局（たきのみやゆうびんきょく）は、香川県綾歌郡綾川町にある郵便局。民営化前の分類では集配特定郵便局であった。

## 概要
住所：〒761-2399 香川県綾歌郡綾川町滝宮字滝1351番地24

## 沿革
- 1874年（明治7年）12月16日 - 滝ノ宮郵便取扱所として開設[1]。
- 1875年（明治8年）1月1日 - 滝ノ宮郵便局（五等）となる。
- 1885年（明治18年）5月25日 - 貯金取扱を開始。
- 1890年（明治23年）8月1日 - 為替取扱を開始。
- 1895年（明治28年）7月1日 - 滝宮郵便局に改称。
- 1955年（昭和30年）8月1日 - 陶郵便局から電報配達業務の一部[2]を移管[3]。
- 1969年（昭和44年）2月22日 - 羽床上郵便局から和文電報配達業務の一部[4]を移管。
- 1973年（昭和48年）11月 - 局舎新築落成。
- 1970年（昭和45年）6月26日 - 電話の加入および料金に関する簡易な事務を除く電話交換業務を、高松電話局に移管。
- 2005年（平成17年）9月28日 - 昭和郵便局から集配業務を移管[5]。
- 2006年（平成18年）9月11日 - 綾上郵便局から集配業務を移管[6]。
- 2007年（平成19年）10月1日 - 民営化に伴い、併設された郵便事業高松南支店滝宮集配センターに一部業務を移管。
- 2012年（平成24年）10月1日 - 日本郵便株式会社発足に伴い、郵便事業高松南支店滝宮集配センターを滝宮郵便局に統合。

## 取扱内容
- 郵便、印紙、ゆうパック、内容証明
- 貯金、為替、振替、振込、国際送金、国債
- 生命保険、バイク自賠責保険、自動車保険
- ゆうちょ銀行ATM（管轄はゆうちょ銀行松山支店）
- 綾歌郡綾川町内全域（〒761-21xx、-22xx、-23xx）の集配業務

## 周辺
- 綾川町役場
- 高松西警察署
- 滝宮天満宮
- 滝宮神社
- 道の駅滝宮
- イオンモール綾川
- 綾川

## アクセス
- 琴電琴平線 滝宮駅から北西へ約300m（徒歩約10分）
- 綾川町町民バス 町役場停留所、または道の駅滝宮停留所下車
- 高松自動車道 府中湖スマートICから南へ約3km
- 国道32号沿い
- 駐車場あり：9台